# 巴登-符騰堡級巡防艦
巴登-符騰堡級巡防艦，為德國在1997年左右開始規劃的新一代的艦艇用以汰換不萊梅級巡防艦，用以執行防空、反艦、反潛、火力支援、以及維和行動、打擊國際恐怖主義、支持多國聯合行動等多種任務，但也因用於維和行動等低強度且較和平的行動而裝置了水炮等非致命武器，艦名均源於德國境內各州名稱。

## 歷史沿革
在完成F-124防空巡防艦的設計之後，德國海軍緊接著在1997左右開始規劃新一代的艦艇研發，這就是F-125巡防艦計畫(Typ F-125 Fregatte)。 起初F-125被規劃成一種擁有諸多嶄新技術特徵的艦艇系列，範圍涵蓋排水量六千噸之廣區域防空艦艇 （戰力與九千噸級的美製神盾驅逐艦相當）到排水量不滿一千噸的小型巡邏艦；不過由於這個計畫太過前瞻遠大，對中短期的需求反而不切實際，故F-125在2000年代初期便轉型為較為務實的方案，發展一種以對地投射武力、支援登陸作戰為主要任務的通用巡防艦，用於取代八艘F-122不萊梅級(Bremen class)巡防艦。

## 發展計畫
F-125不僅是德國海軍新一代的艦艇，其運作理念與基本設計源於德國國防軍的新一波轉型。依照德國在2006年10月25日公布的國防白皮書，德軍展開新一輪大規模組織改革，打破過去陸、海、空三個軍種的傳統劃分方式，完全依照部隊任務而區分成三種，包括負責在世界各地執行高強度聯合作戰的「快速打擊部隊」、負責國土防禦與國際維和等中/低強度作戰任務的「穩定部隊」，以及專門負責後勤支援與國內安全的「支援部隊」。依照新的作戰架構，F-125屬於穩定部隊的一員，其任務包括：作為維和作戰或人道救援行動的指揮艦、支援反恐與特種作戰、提供中/短距離的聯合對地火力支援、平時的海上治安維護/經濟海域保護/領海與交通線巡護等例行勤務，並參與中/低強度的作戰任務。

F-125計畫的一項重點 ，就是在遠離本土完善後勤設施時的長期持續操作能力，德國海軍希望此型艦能在為期兩年（24個月）的海外派遣活動中都不需要回到母港基地進行完善的保修，且在這段期間內，每年平均出海值勤時間超過5000小時，約208天（先前F-124薩克森級的設計要求是每年2500小時出海值勤）。在上述理念之下，F-125的主要技術特徵包括：首重系統的穩定可靠，以便長期在海外運作，盡量縮減所需的定期檢修作業；重要系統採取冗餘配置，使得船艦遭遇故障或戰損時不易立刻喪失所有能力；在原始設計中納入操作特種部隊所需的空間與裝備，武器系統首重對地武力投射。而為了長期讓船艦在海外值勤，經過仔細研究後，德國海軍為每艘F-125編制160名人員，分成兩組來輪替，每四個月進行一次輪換，輪換作業可在任務區域內進行，並於24小時內完成交接，船艦不必回到母港，而能繼續在原處執行任務。而為了能在執行任務期間順利而迅速地完成人員輪替，並讓接手的組員能立刻進入狀況，背後的作業經驗、訓練與組織結構將是最主要的關鍵。

從2000到2002年，德國海軍與國防技術單位完成了F-125的技術需求文件。在2004年，德國政府將F-125巡防艦與增購的212型潛艦列為海軍優先採購項目，在2007年之前投資3.37億歐元的研發經費，在2010年之前投資20億歐元作為採購經費 ；同樣在2004年內，德國政府發佈F-125的需求徵詢書（RFP）。F -125計畫的主承包商是Thyssen Krupp Marine System（TKMS）以及吕森造船厂，並由德國巡防艦聯盟（ARGE）成立的F-125專案辦公室（簡稱ARGE  F125）負責整個計畫的管理。在2006年3月，EADS被選定為F-125的作戰系統整合開發主承包商。

德國國防技術與採購聯邦辦公室（Federal Office for Defence Technology and Procurement，BWB）在2007年6月26日與ARGE簽訂首批四艘F-125的建造合約， 總值22億歐元（約合29.6億美元），平均單價5.5億歐元，相較於2000年代歐洲國家數種新型防空艦艇堪稱十分低廉 ，不過到了2010年代初期估計已經上漲到每艘6.5億歐元左右。德國海軍希望最終能購買8艘F-125，以一對一的方式汰換不萊梅級 ，不過由於預算緊縮，德國政府沒有訂購第二批四艘F-125 。首艦原訂在2012到2013年服役但因驗收測試發現問題需要回廠改進，首批四艘F-125的建造期程也比原訂推遲導致服役日期拖延，原本預定在2019年交付完畢。

## 基本設計

### 艦體設計
巴登-符騰堡級的艦體基本設計以F-124為基礎，起初規劃的滿載排水量約在5500噸，後來增至7200噸。不同於法、義合作的FREMM多用途巡防艦以反潛、水面作戰任務為主再加上一定程度的陸攻能力， 巴登-符騰堡級的設計一開始就圍繞著對地武力投射以及高/低強度水面作戰為主。巴登-符騰堡級主要作為對陸地的火力投射平台以及特戰部隊進出敵國沿岸的海上基地，故艦上不僅擁有形式多元的陸攻武器 （後來遭到取消），也將配備較多的高速快艇；此外，艦上還必須容納額外的高層指揮人員，以滿足對陸地作戰時的指管通情需求。透過資料鏈系統，能連結友軍海上、空中與陸基單位進行協同作戰。
巴登-符騰堡級十分注重艦艇存活設計 ，全艦縱向由五道具有防爆能力的防爆水密艙壁分隔成六個損管區（Damage Control Zoon，DC Zoon），每個損管區域的重要設備如發電、輸配電、消防、平台管理都能各自獨立運作；每兩個相鄰的DC Zoon又劃分為一個損管區段（Damage Control Section，DC Section），因此艦上總共有三個損管區段。艦上的系統採用冗餘配置，各項重要系統均備有兩套，並設置於艦上不同的位置；例如，艦上的相位陣列雷達天線以及其他指管通情（C3I）相關設備分置於兩個塔式桅杆內，而不像F-124薩克森級集中於同一座，以避免受損便導致整個系統癱瘓的情況發生。艦上的煙囪整合於後部塔式桅杆內，並 以冷卻措施來降低熱訊號。巴登-符騰堡級編制110~120名左右的船員，此外艦上還擁有搭載50名特戰人員或司令部指揮人員的額外空間；必要時，艦上的額外起居空間最多能容納70名人員（總共190人）。類似於MEKO A系列，巴登-符騰堡級的前桅杆後方的甲板空間可以安裝兩個20英尺標準貨櫃，用來安裝、儲存特戰部隊所需的相關設施 ，包括獨立的指揮室以及與槍械彈藥室，能支援規模50員的特種部隊，艦上搭載的4艘快艇與直昇機亦可支援特種作戰。此外，巴登-符騰堡級的空間餘裕也可作為海外撤僑或者有限度的人道物資輸送。

### 匿蹤設計
整體匿蹤設計（包括降低雷達截面積、紅外線訊號、聲噪與磁訊號等）將借鏡先前F-124以及B&V廠 MEKO A系列巡防艦的技術（例如四艘艦載高速快艇的收容艙平時以艙門加以封閉），匿蹤程度將更勝於F-124。

### 推進與動力系統
F-125的動力系統則為了滿足長時間持續操作的需求，採用複合燃氣渦輪及柴油電力推進架構，以往只有英國Type-23公爵級巡防艦採用過這種動力系統。巴登-符騰堡級的複合燃氣渦輪與柴電（COmbined Diesel-eLectric And Gas turbine，CODLAG）推進系統由一具出力達20MW（26820軸馬力）的美國GE LM-2500+燃氣渦輪主機、四具出力各3015KW（4099馬力，此時轉速1800rpm）的MTU 20V 4000 M53B型柴油發電機組以及兩具出力各4.5~4.7MW（6118~6390馬力）的推進用電動機構成，驅動雙軸可變距螺旋槳（CPP）；為了增進低速航行的操縱性，艦艏還配備一具功率1MW（1341馬力）的橫向輔助推進器。四具柴油發電機同時供應推進航行以及艦上運作所需的電力，與傳統由大型柴油機負責推進、小型柴油機專供發電的模式相較， 巴登-符騰堡級的設計將能簡化艦上主機的種類，並增加動力分配的彈性。

傳動系統由Renk公司研製，包含四部多盤離合器 、一部SSS離合器、兩部大軸齒輪箱、一部橫向交叉連結齒輪箱（ 使燃氣渦輪主機的動力同時輸入兩個大軸的齒輪箱）。其中，兩部推進電動機（輸出功率4500KW、轉速130/189 rpm）各透過一部離合器連結一根大軸（可選擇直接連接大軸，或連結大軸齒輪箱與燃氣渦輪併聯輸出）；而燃氣渦輪主機（輸出功率20MW、轉速為3600/3250 rpm）則透過SSS離合器輸入橫向交叉連結齒輪箱，橫向交叉連結齒輪箱的兩個輸出端各有一個離合器，分別與兩個大軸的齒輪箱連結；透過這些離合器的選擇，傳動系統可以選擇柴油發電機連結驅動推進用電動機（轉速130rpm）低速推進、單純由燃氣渦輪直接驅動（轉速170rpm）或者由燃氣渦輪與柴油發電機驅動推進用電動機併聯驅動（轉速109rpm）。

在經濟巡航時，巴登-符騰堡級以柴油發電機組驅動兩具推進電動機，帶動雙軸螺旋槳， 此種模式下最多可達到20節的巡航速度， 航速18節時續航力約4000海里， 航速12節時續航力約5000海里；在加速時，燃氣渦輪便接上推進器，可獲得26至27節的最大速度。

### 偵蒐與射控電子系統
FüWES 指揮控制與武器部署系統

巴登-符騰堡級的作戰中樞是EADS-Defense主導開發的指揮控制與武器部署系統（Fuhrungs-und Waffeneinsatzsystem，FüWES），此系統將以EADS先前研製的先進海軍戰鬥系統（ANCS）為基礎進行發展，ANCS系列的 ANCS 2000系統已經被芬蘭哈密納級（Hamina class）飛彈快艇採用。

TRS-4D 相位陣列雷達

空中巴士國防航天公司的產品，是一種主動電子掃描雷達（Active Electronically Scanned Array，AESA），巴登-符騰堡級使用的TRS-4D為四面固定式天線的構型，分散於前後兩個塔式桅杆上。TRS-4D採用C波段（5.25-5.925 MHz），波束俯仰範圍-2~+70度，波束掃描的目標更新速率高於每秒一次，最大偵測距離可達250km，最小監視距離約100m，可偵測雷達截面積0.01平方公尺的小型目標，能同時針對1000個目標進行三維座標的偵測與追蹤。

SI-MONE 紅外線監視觀察與導航裝備

巴登-符騰堡級配備Diehl BGT Defence開發的船艦紅外線監視觀察與導航裝備（Ship Infrared Monitoring Observation and Navigation Equipment，SI-MONE）的新型整合式全週界光電監視系統，此系統整合有數具涵蓋所有水平方位的第三代紅外線焦平面影像陣列 （無須冷卻），並以此 融合成無縫線（stitches）的360度水平全方位紅外線監視圖像（垂直向為50度），能自動偵測並警示周遭來自於空中與海面的可能威脅 ，可同時探測、追蹤1000個周遭水域與空域的目標（更新速率約為20Hz）。SI-MONE後端系統使用Linux作業系統平台，提供標準介面與艦上作戰指揮系統（CDS）與警戒中心連結（使用Ethernet區域網路），操作時能容許的周邊氣溫環境從攝氏-20~+60度。
MSP 600 光電偵蒐儀

莱茵金属的模組化感測平台（Rheinmetall Modular Sensor Platform）系列的MSP 600光電偵蒐儀(第三代紅外線焦平面影像陣列感測單元)，結合紅外線熱影像儀、日間電視攝影機、雷射測距儀（最大有效使用距離40km）以及雙用追蹤器，並結合粗糙/精細（ Coarse / Fine）調整系統來抵銷周圍光學環境干擾。MSP 600可強化船艦在航行或作戰時，對周遭環境的感知，具備日/夜間與各種天候的操作能力。

其他的電子裝備尚包括：兩具EADS MSSR 2000 S頻自動敵我識別器、Gedis KORA-18整合電子反制/截收系統、雷射警告器、四具TKWA多重彈藥軟殺（Multi Ammunition Softkill System，MASS）誘餌發射器、艦艏聲納以及Link-11/16/22資料鏈，能透過完善的數位傳輸與本國及盟國的機艦進行協同作戰。 水下探測方面，巴登-符騰堡級配備Atlas Elektronik Cerberus Mod2 近距離高精確度聲納，可探測附近水域的障礙物或潛水人員，不過這並非反潛聲納，不具備反潛作戰能力。

### 武器系統
奧托布雷達127公厘64倍徑艦炮  1門

美製RGM-84D魚叉反艦飛彈  8枚 (服役初期暫時配備，之後換裝瑞典萨博博福斯动力的RBS-15 Mk.3/4反艦飛彈（具有攻擊陸地目標的能力）

MK-49公羊短程防空飛彈（RAM）21聯裝發射器  2具。
MLG-27 27mm遙控機砲 4門
12.7mm機槍 Hitrole-NT遙控武器系統 5座
高速突擊快艇  4艘
水下遙控載具（ROV） 2具
NH90 Sea Lion直昇機（德國版的NH-90 NFH） 2架，此直昇機主要任務是反潛以及偵蒐，救援。

## 建造進度
依照ARGE F125的分工，建造工作的主承包商是TKMS集團。F125的艦體分成前、後兩大總段，艦體前段（含艦首）由Lürssen Werft位於不萊梅（Bremen）和沃爾加斯特（Wolgast）的船廠建造，建成後由水運運抵屬於TKMS集團、位於漢堡的布隆.沃姆斯船廠（Blohm & Voss in Hamburg，B&V）。布隆.沃姆斯船廠負責建造艦體後段（含推進系統），並負責兩個總段的組裝、下水後的艤裝與測試等。在2011年，首艘F-125在布隆.沃姆斯船廠切割第一塊鋼板，並在同年11月2日安放龍骨。
命名方面，四艘F-125以德國四個省分命名，首艦名為巴登-符腾堡號（FGS Baden-Württemberg F222） 。  
一號艦:巴登-伏騰堡號（FGS Baden-Württemberg F222）在2013年12月12日在漢堡布洛姆－福斯廠舉行下水命名儀式。該艦在2014年3月31日真正下水，海試未過回船塢長期整修。2019年6月17日在威廉港舉行移交海軍服役儀式。
二號艦:北萊茵.西發利亞號（FGS Nordrhein-Westfalen F223）2015年4月16日，在漢堡布洛姆－福斯廠舉行命名洗禮儀式。與首艦不同的是，二號艦在命名洗禮儀式之前就已在不來梅吕森厂下水。在2020年3月3日在威廉港舉行移交海軍儀式交付德國海軍，2020年6月10日成軍服役。，
三號艦:薩克森.安哈特號（Sachsen-Anhalt F224）2016年3月4日，在漢堡布洛姆－福斯廠舉行命名洗禮儀式，2021年5月17日成軍服役。
四號艦:萊茵蘭.普法爾茨號 (Rheinland-Pfalz F225) 2017年5月24日，在漢堡布洛姆－福斯廠舉行命名洗禮儀式，2022年7月13日成軍服役。

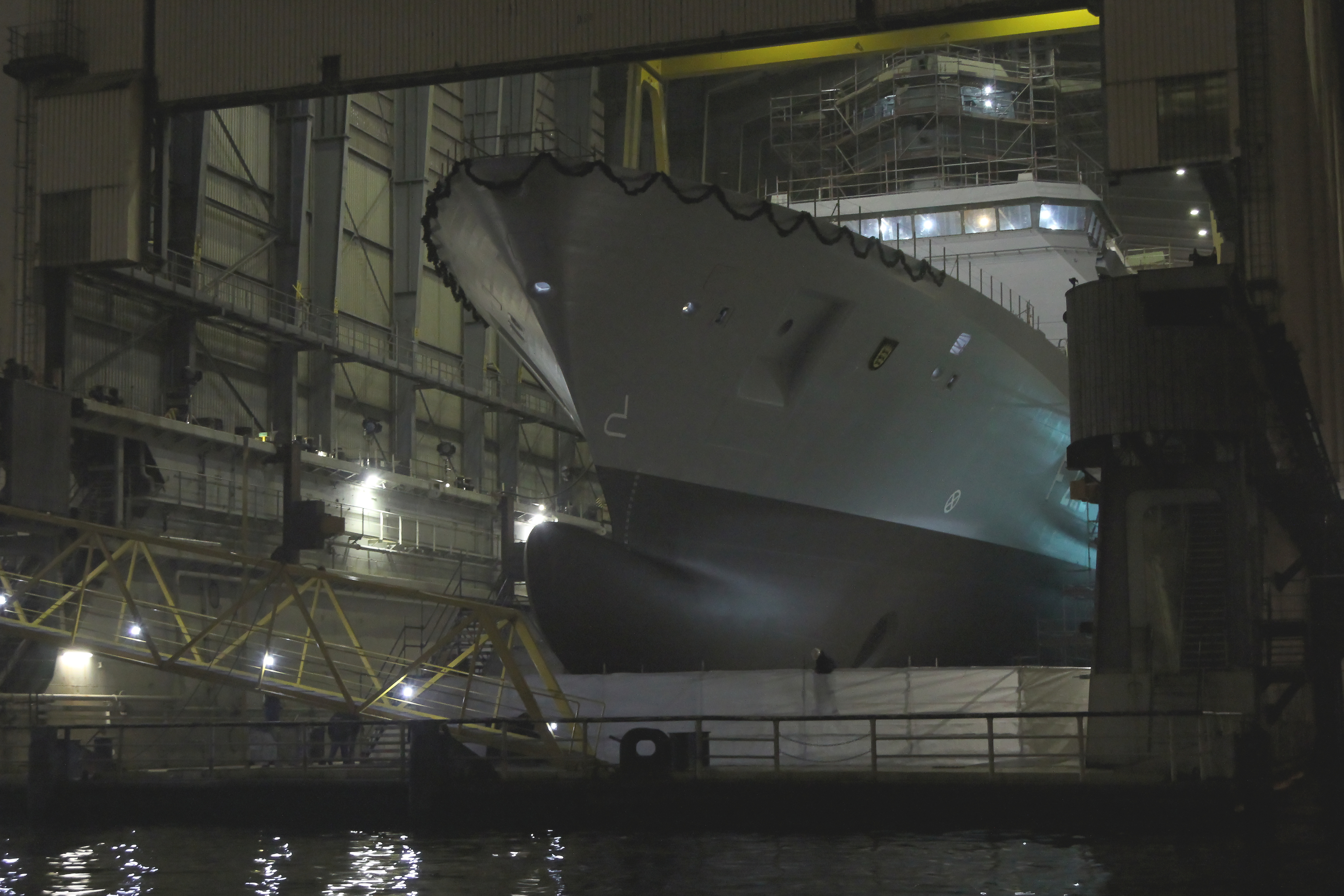
在乾塢的巴登-符騰堡號（Baden-Württemberg，F222）

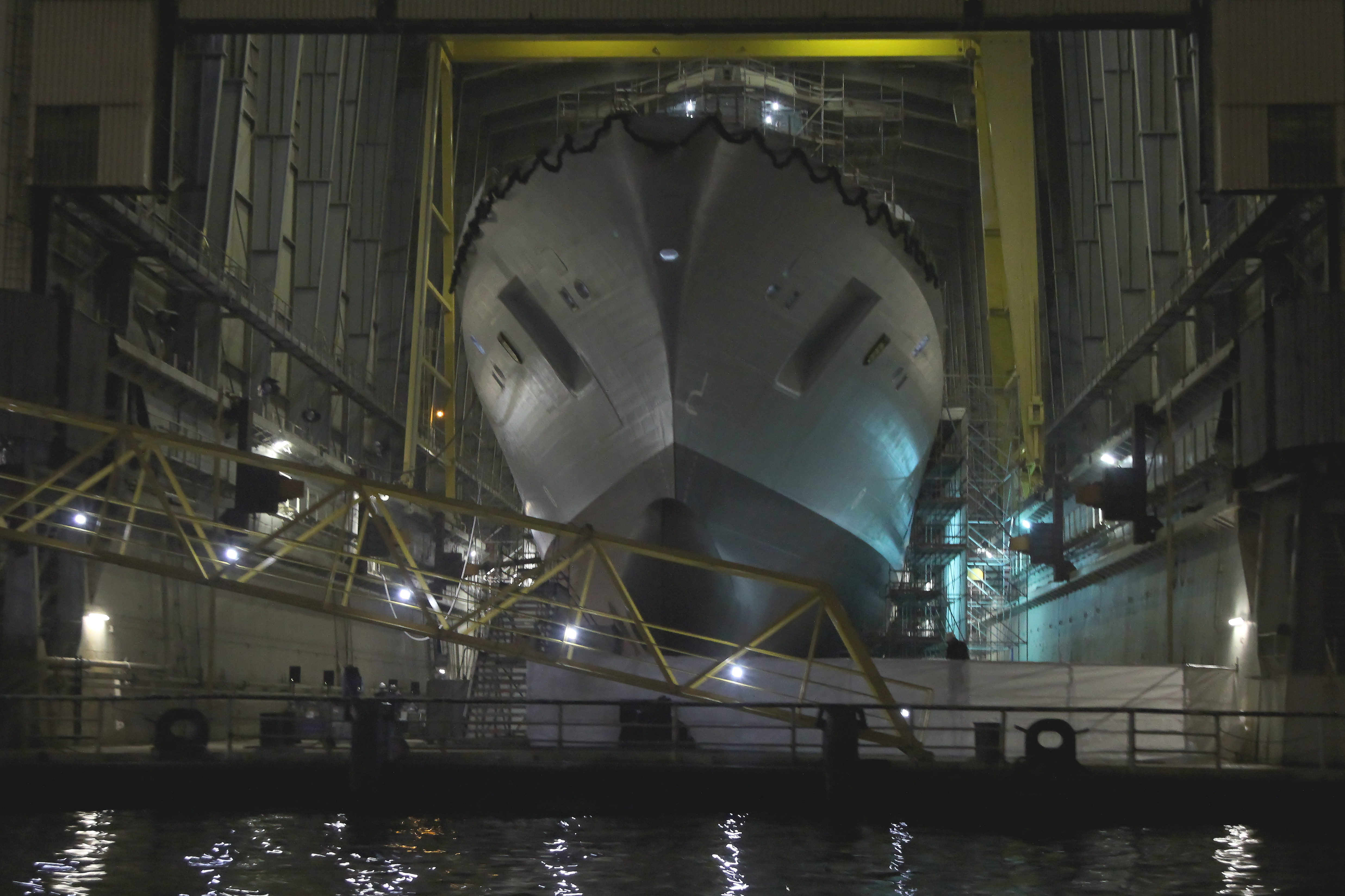
在乾塢的巴登-符騰堡號（Baden-Württemberg，F222）

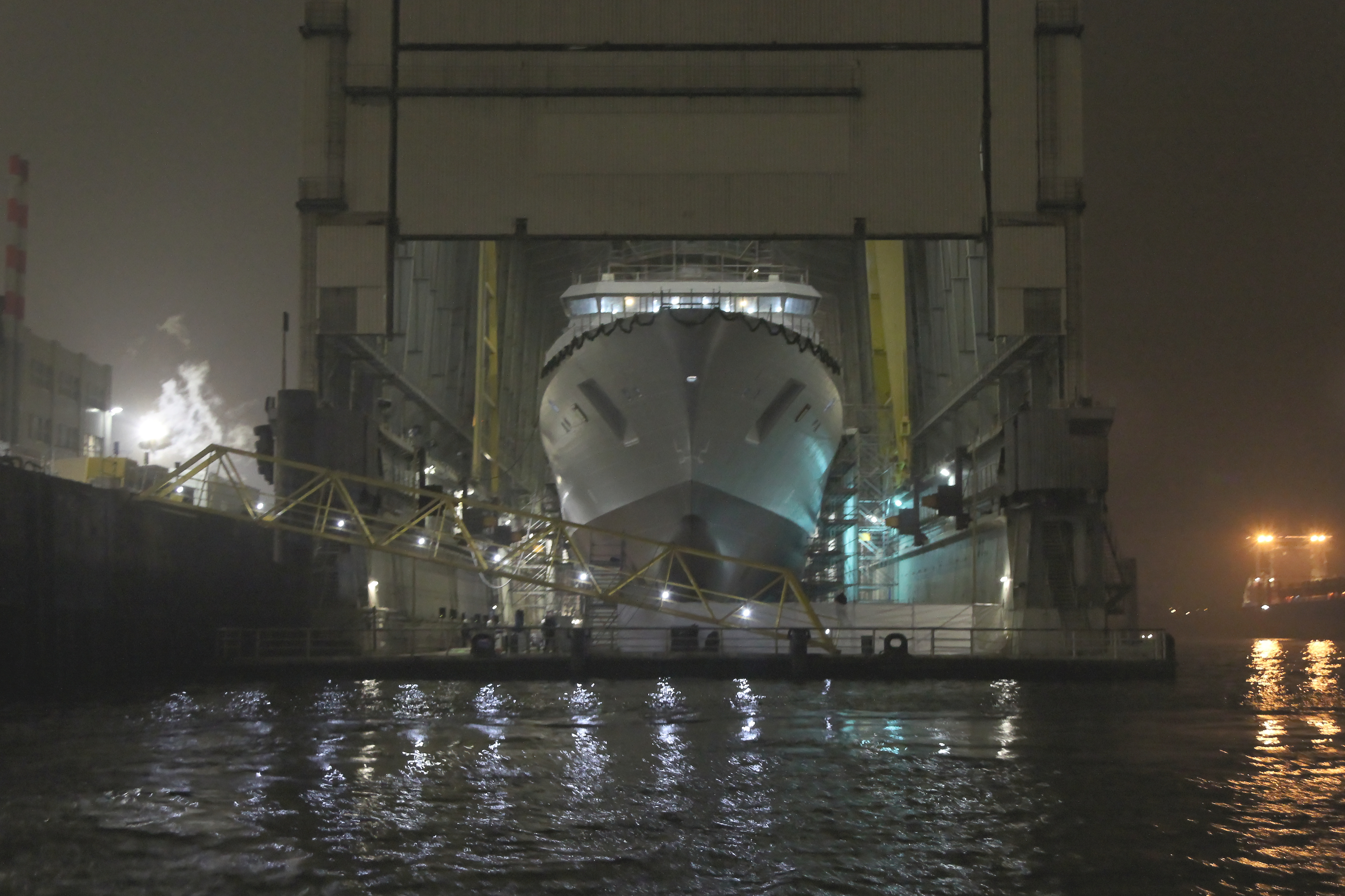
在乾塢的巴登-符騰堡號（Baden-Württemberg，F222）

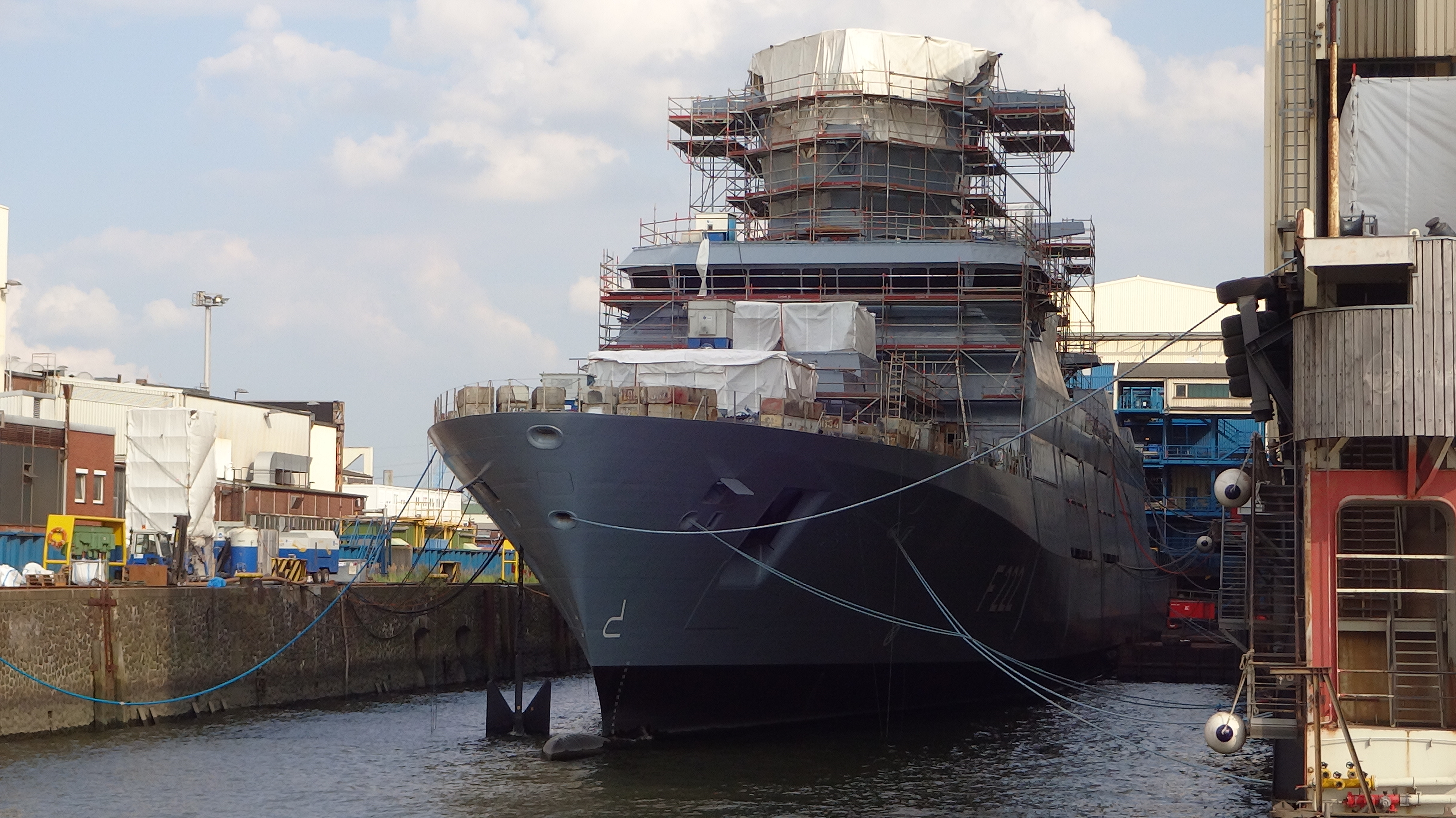
在布洛姆－福斯船廠的巴登-符騰堡號（Baden-Württemberg，F222），攝於2014年

## 事件

### 海試未過延後交艦
巴登-符腾堡號在2016年4月7日展開首次海試，2016年7月18日抵達設籍的德國威廉港（Wilhelmshaven）海軍基地，該艦的指揮權也由船廠方面的試航船長移交給德國海軍派任的首任艦長。巴登-符腾堡號原訂在2016年11月30日交付德國海軍，然而該艦在試航階段中陸續發現許多缺失，包括艦體超重178噸、向右傾斜1.3度（稍後據稱已經解決）、指揮操作、自動化控制系統有許多軟硬體問題等等，艦上雷達、電子資訊系統的電磁信號外洩及燃料箱的防火塗層等項目也都出現問題，服役日期一再推遲。其中，艦體超重不僅降低了操艦性能，增加其操作成本，更減少了船艦在日後服役生涯的升級成長餘裕。
艦上系統發生的問題又以軟體最為明顯，F-125的人員編制比以往的艦艇縮減將近一半，又要求能長期在海外遠程部署，這些是靠著大量自動化系統才能實現，背後軟體系統的可靠性自然極其關鍵。由於無法解決問題，德國國防採購局拒絕接收本艦，將其退還給船廠進行整修，這在德國海軍歷史上是第一次， 
巴登-符腾堡號成軍時間先延至2017年中，然後進一步延後。最終於2019年4月30日被該局接納，並於2019年6月投入使用，比原計劃晚了兩年。而原訂在2017年10月15日交付德國海軍的二號艦北萊茵 - 西發利亞號（Nordrhein-Westfalen，F223）也因此推遲進度。

### 發生事故
2019年7月24日，一家民用公司的起重機損壞了F223的塔式桅杆，由玻璃纖維增強塑料製成的天線罩受損，導致延遲交付與調試
起源
在完成F-124防空巡防艦的設計之後，德國海軍緊接著在1997左右開始規劃新一代的艦艇研發，這就是F-125巡防艦計畫(Typ F-125 Fregatte)。 起初F-125被規劃成一種擁有諸多嶄新技術特徵的艦艇系列，範圍涵蓋排水量六千噸之廣區域防空艦艇 （於這個計畫太過前瞻遠大，對中短期的需求反而不切實際，故F-125在2000年代初期便轉型為較為務實的方案，發展一種以對地投射武力、支援登陸作戰為主要任務的通用巡防艦，用於取代八艘F-122不萊梅級(Bremen class)巡防艦。至於F-125的原始構想，則被期程更為長遠的FDZ-2020防空艦等計畫來繼承，另有專文介紹。戰力與九千噸級的美製神盾驅逐艦相當）到排水量不滿一千噸的小型巡邏艦；不過由
依照最初構想，改弦易轍的F-125滿載排水量在6000噸以下（後來增加至7000噸級），防空方面僅配備足以自衛的短程武器。

## 同型艦
| 舷號 | 艦名                | 建造廠     | 安放龍骨       | 下水          | 服役          | 備註   |
| ---- | ------------------- | ---------- | -------------- | ------------- | ------------- | ------ |
| F222 | 巴登-符騰堡號巡防艦 | 蒂森克虜伯 | 2011年11月2日  | 2014年3月31日 | 2019年6月17日 | 服役中 |
| F223 | 北萊茵-西發利亞     | 呂森造船廠 | 2012年10月24日 | 2015年4月9日  | 2020年6月10日 | 服役中 |
| F224 | 萨克森-安哈尔特     | 蒂森克虜伯 | 2014年6月4日   | 2016年3月4日  | 2021年5月17日 | 服役中 |
| F225 | 萊茵蘭-普法爾茨     | 吕森造船厂 | 2015年1月29日  | 2017年5月24日 | 2022年7月13日 | 服役中 |

## 攝影集

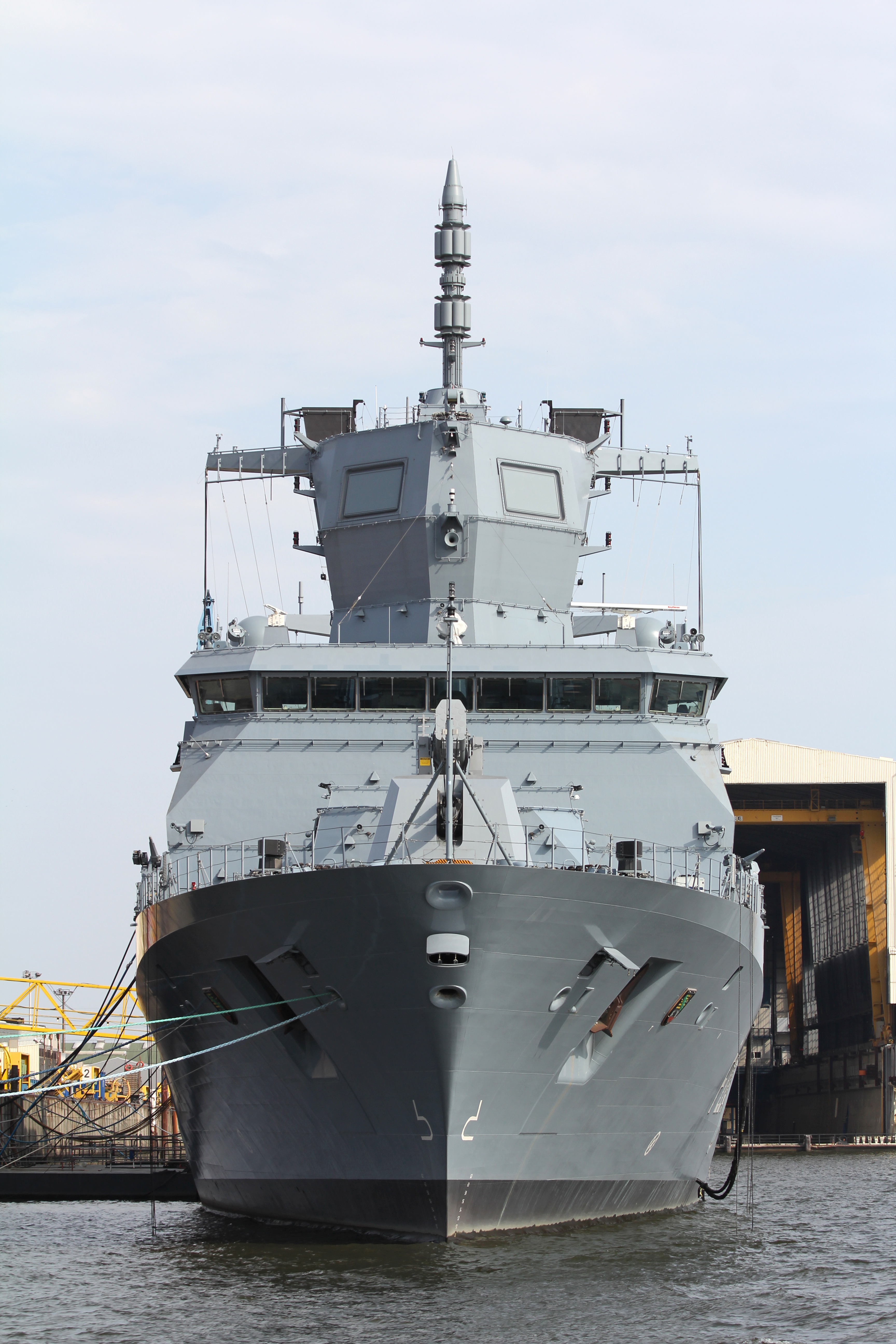
攝於漢堡的布洛姆－福斯廠
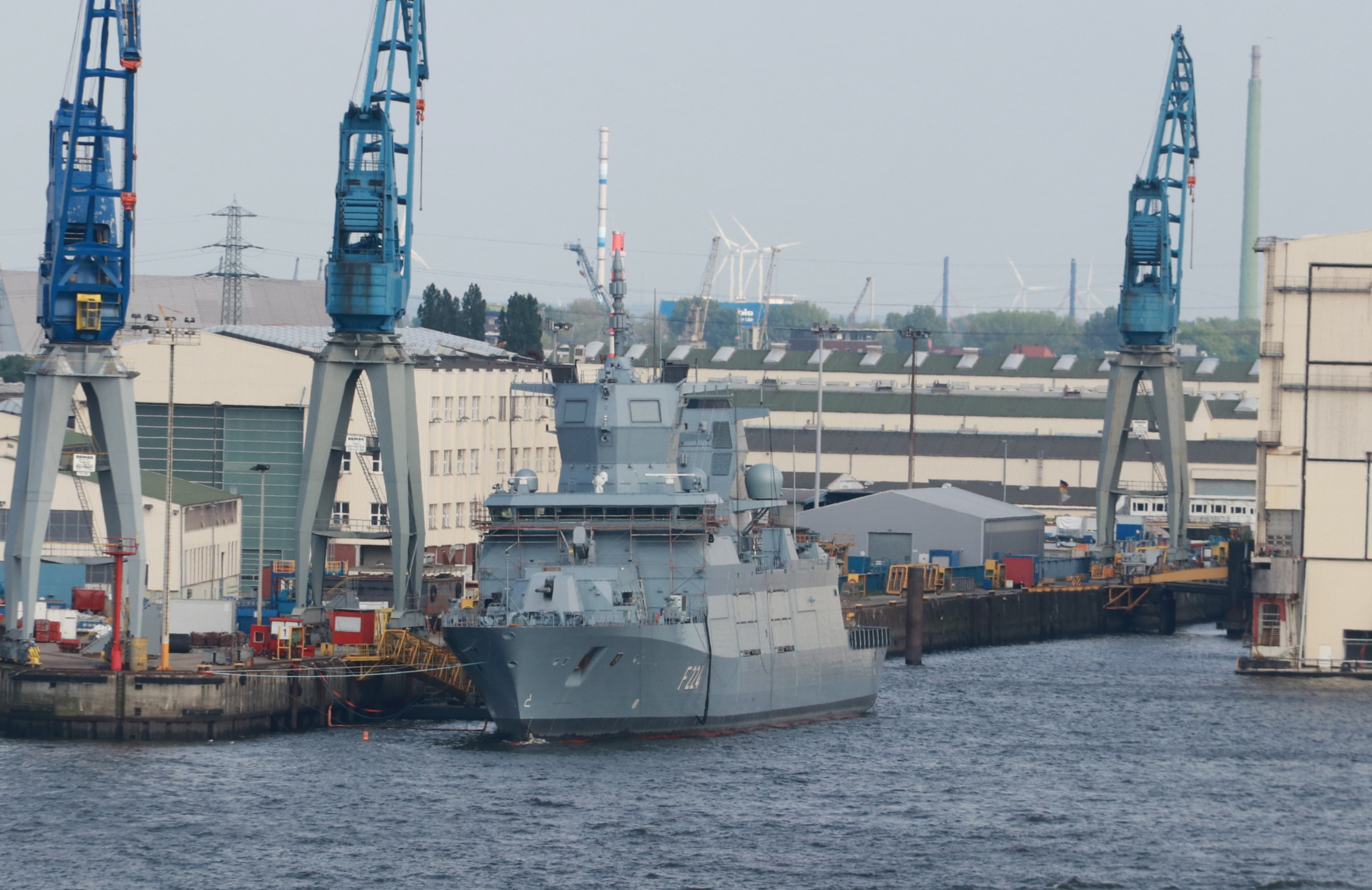
攝於漢堡
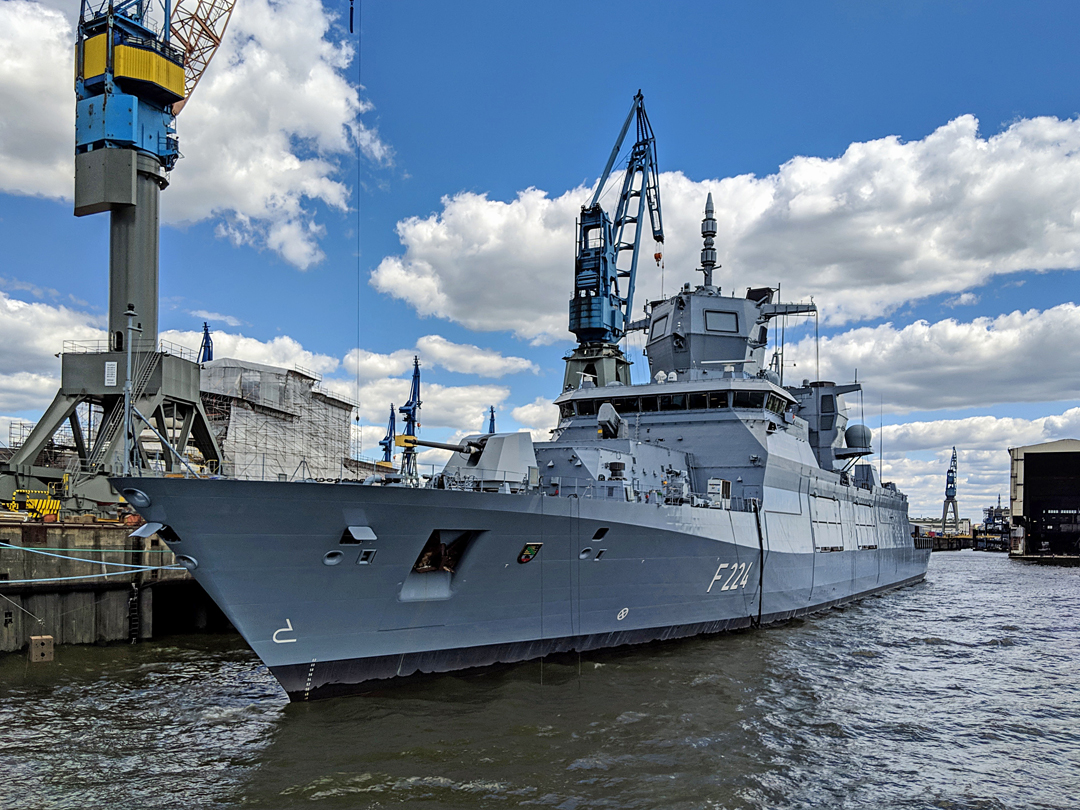

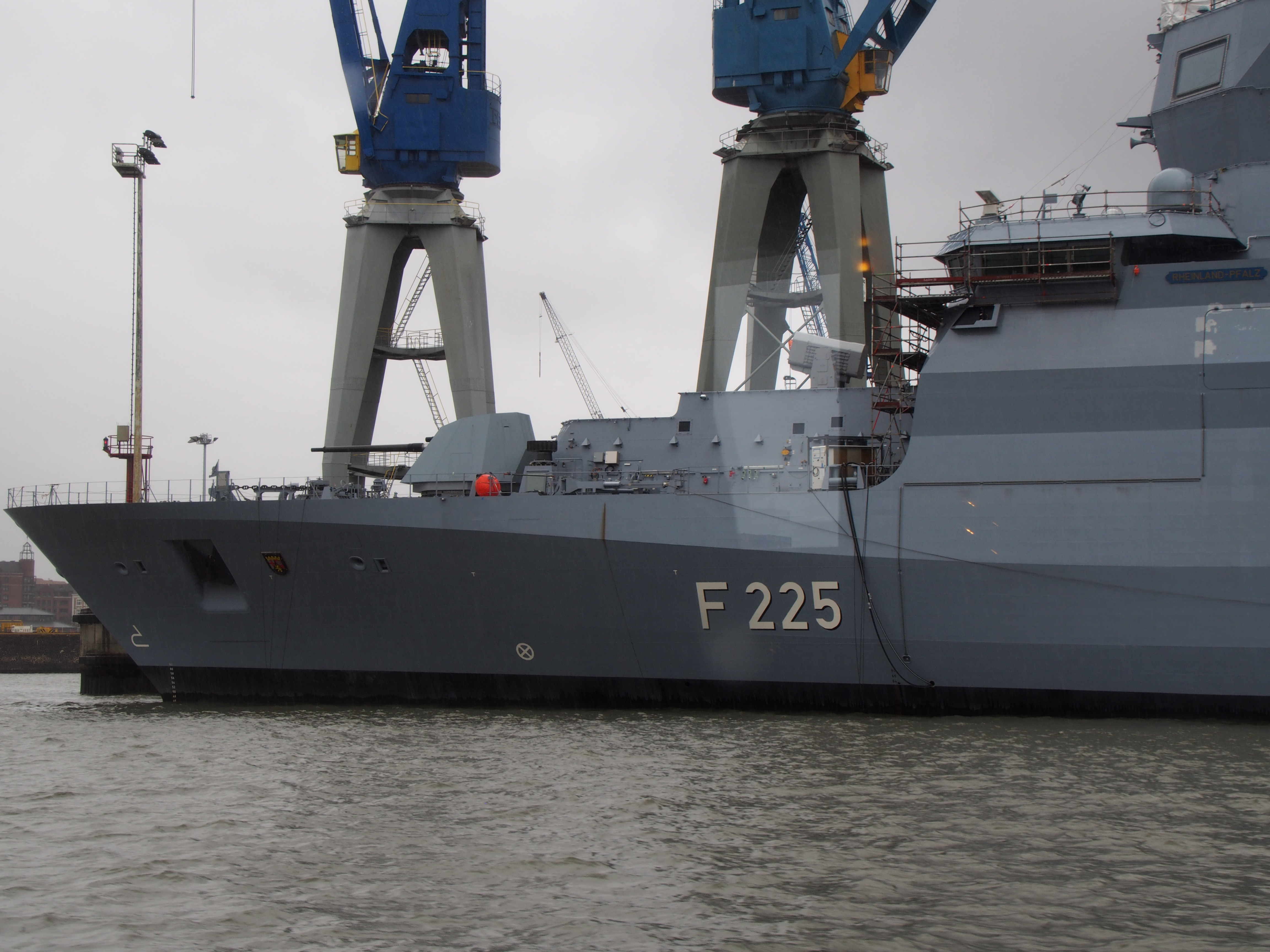

F222

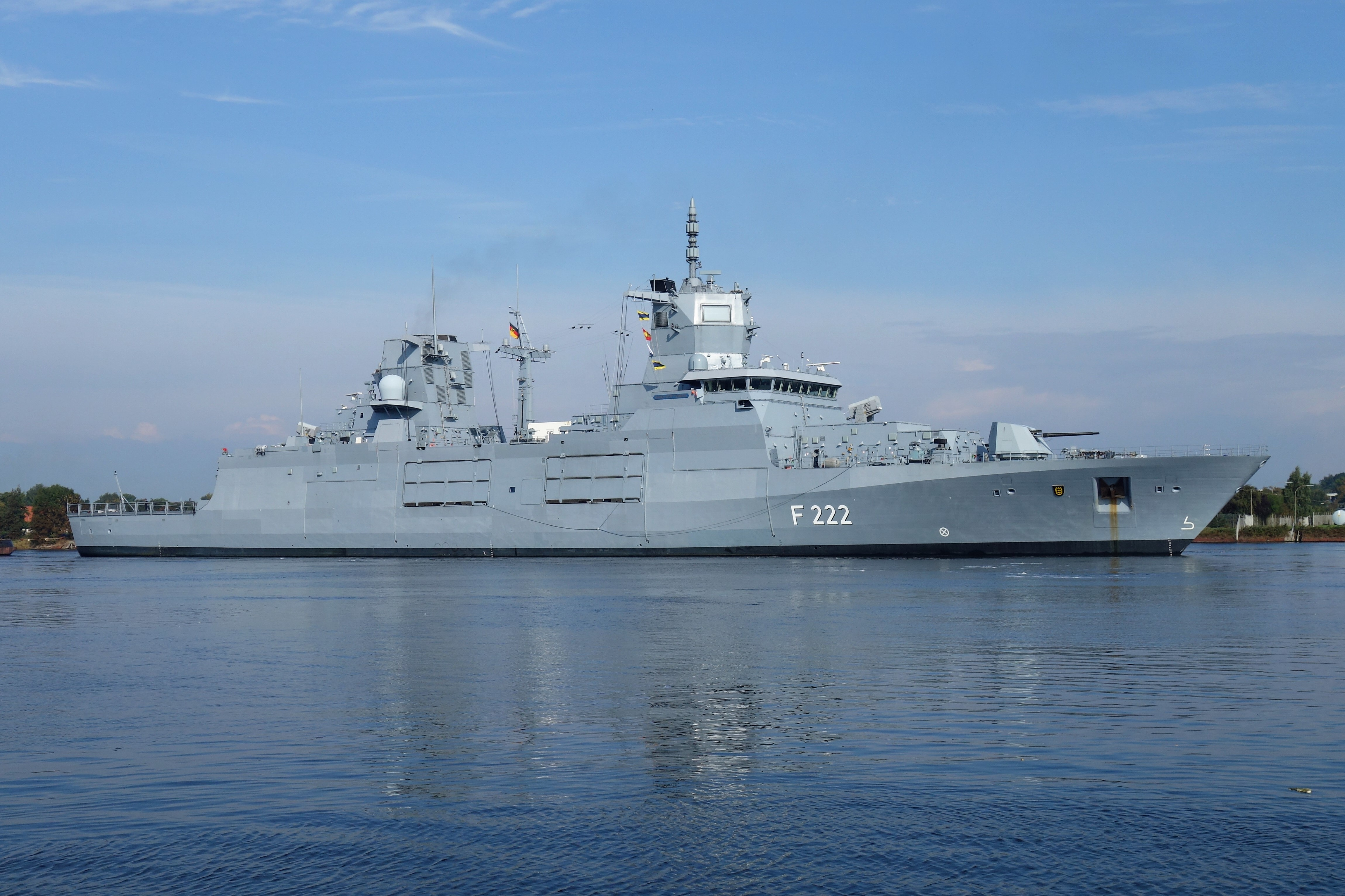
側面看巴登-符騰堡號
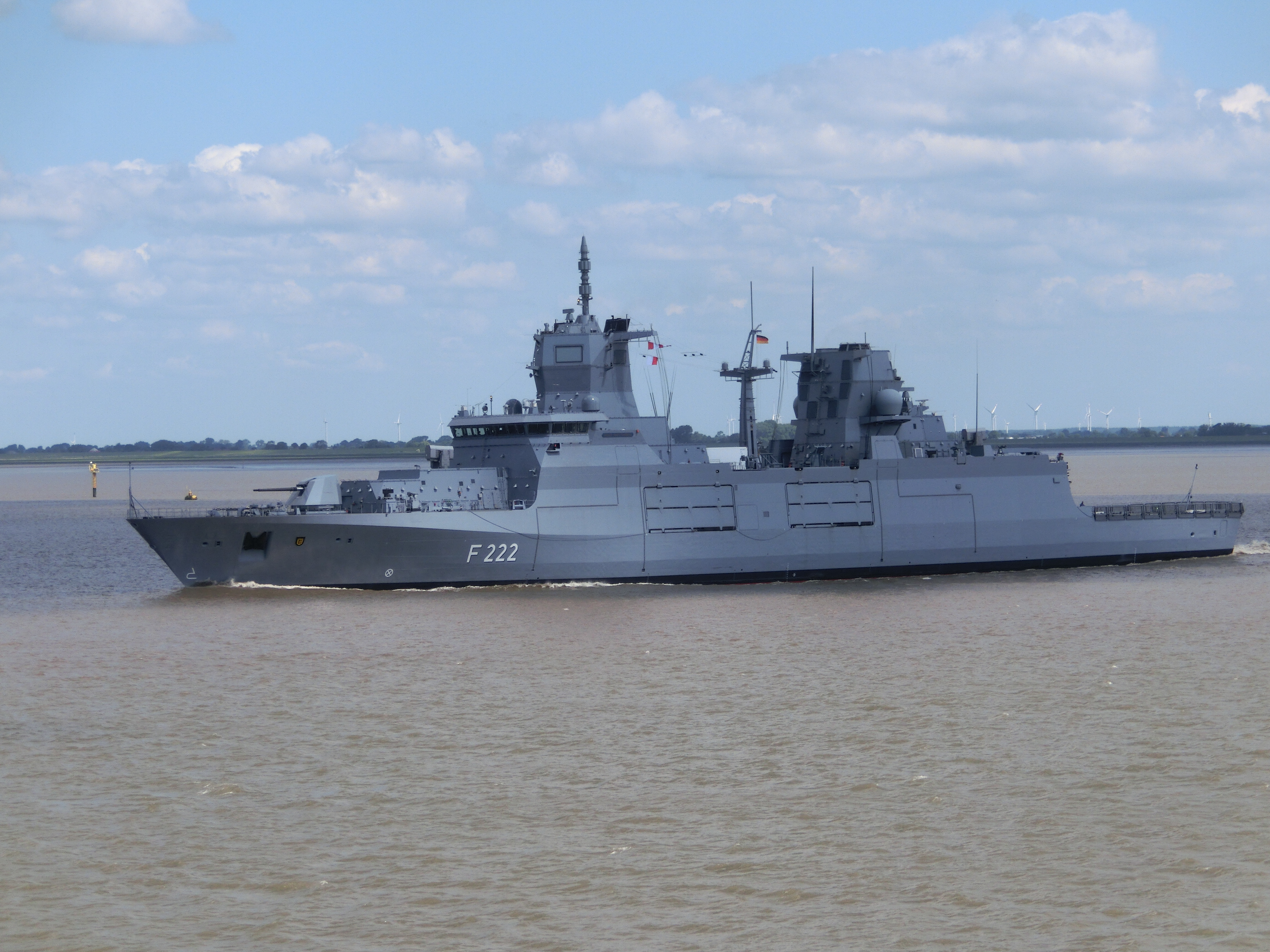
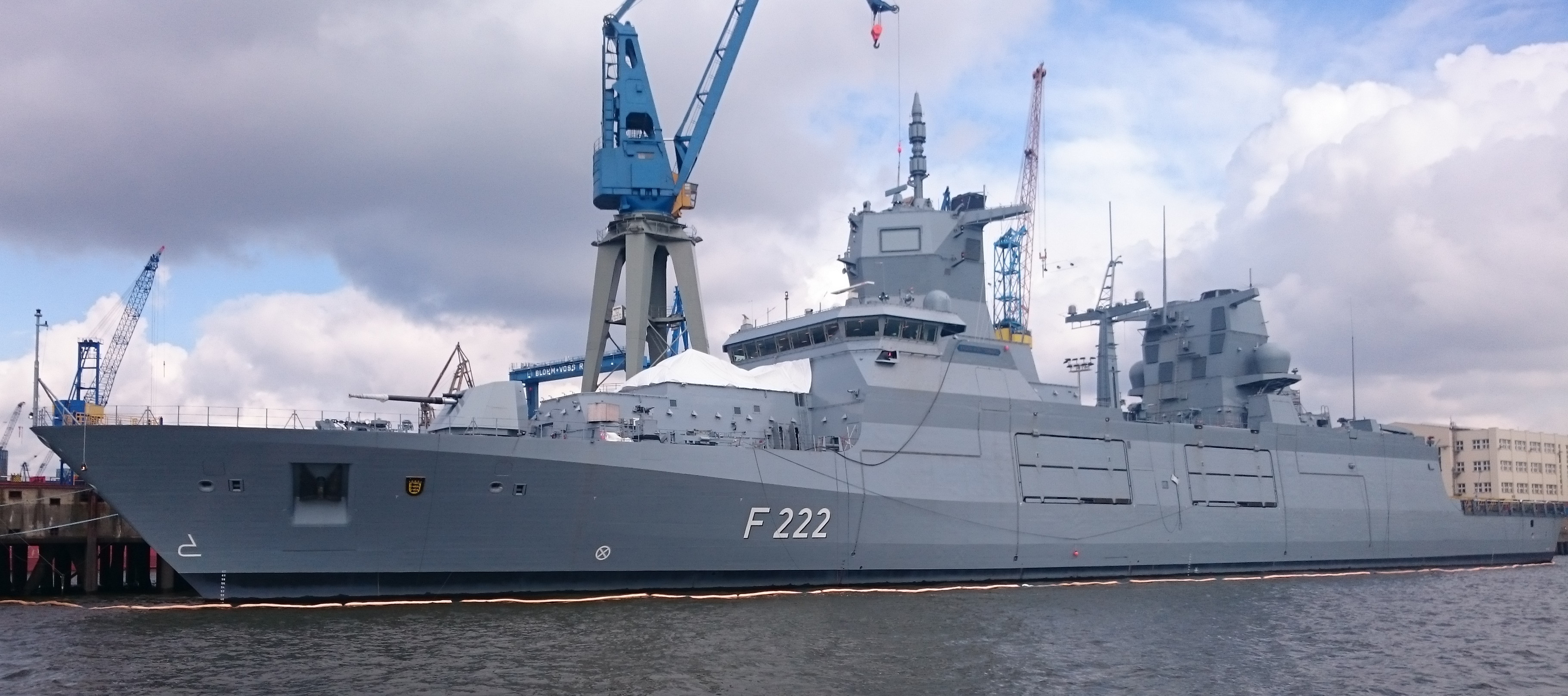
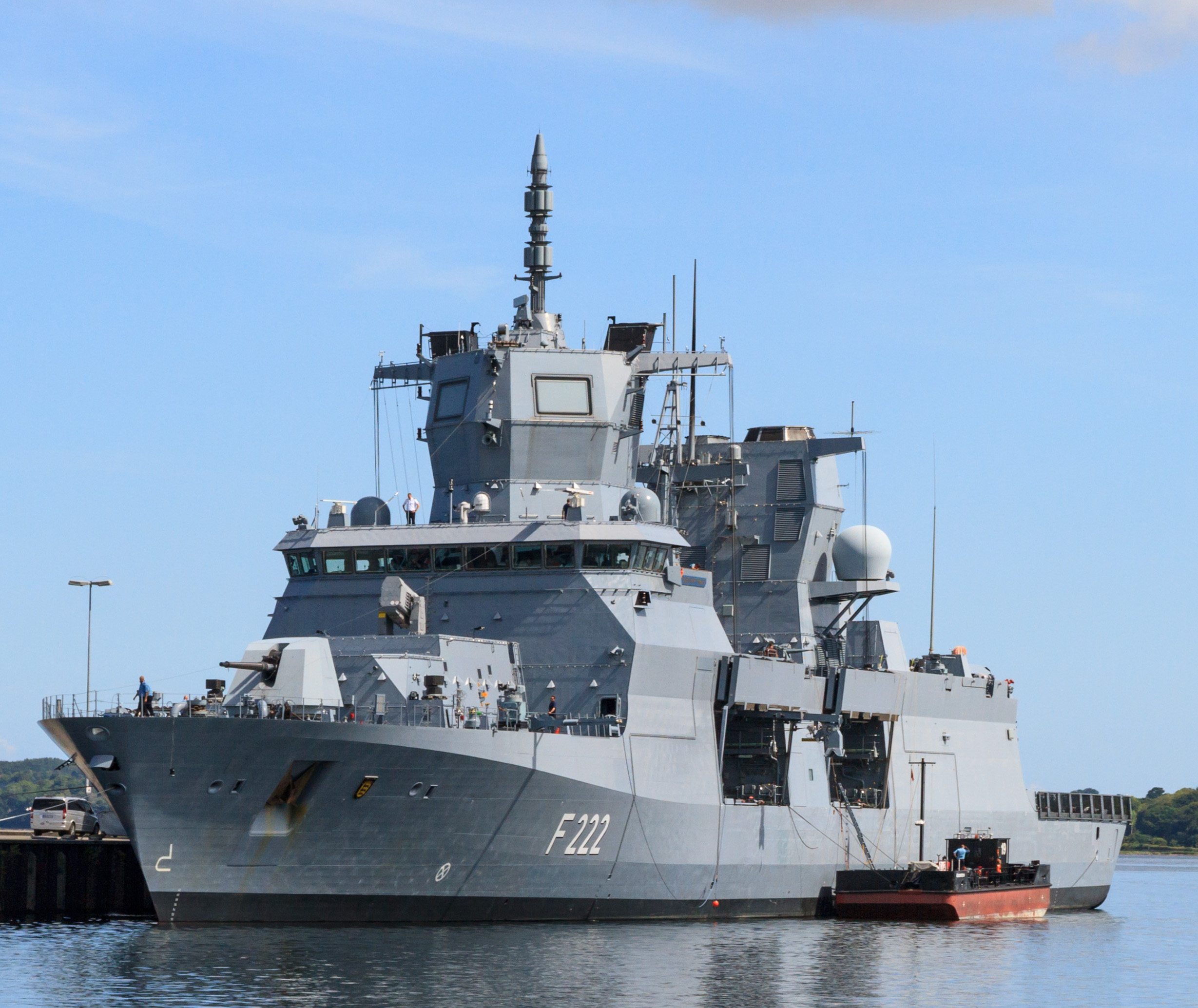
正面看巴登-符騰堡號
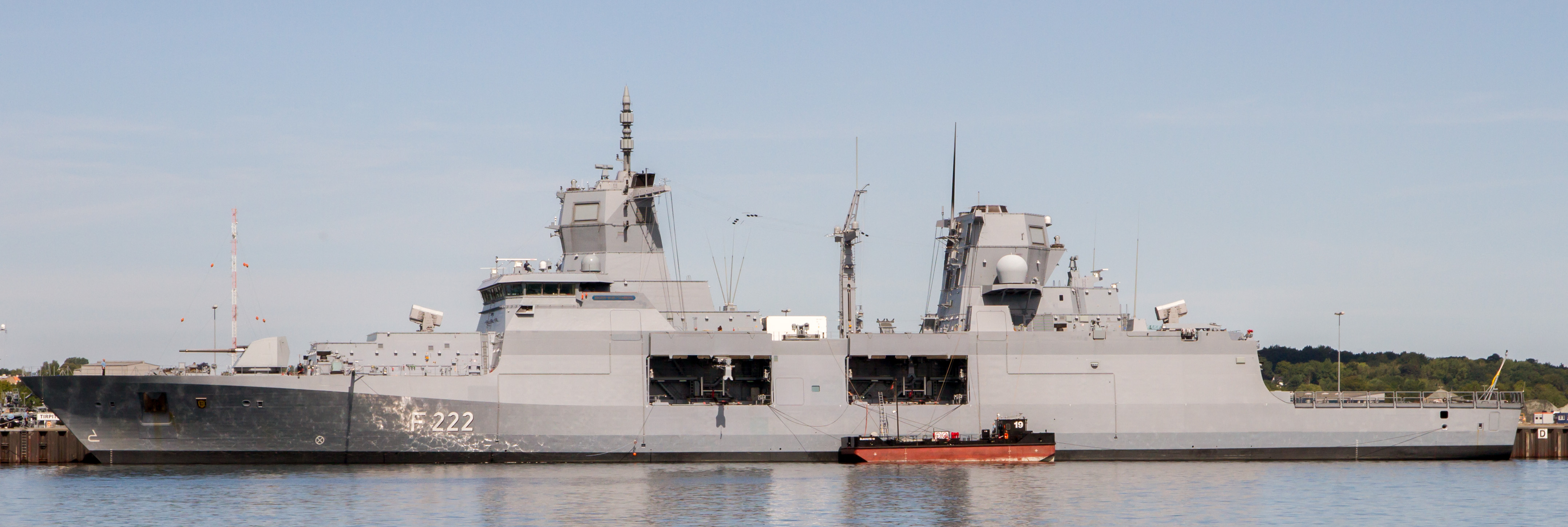

F223

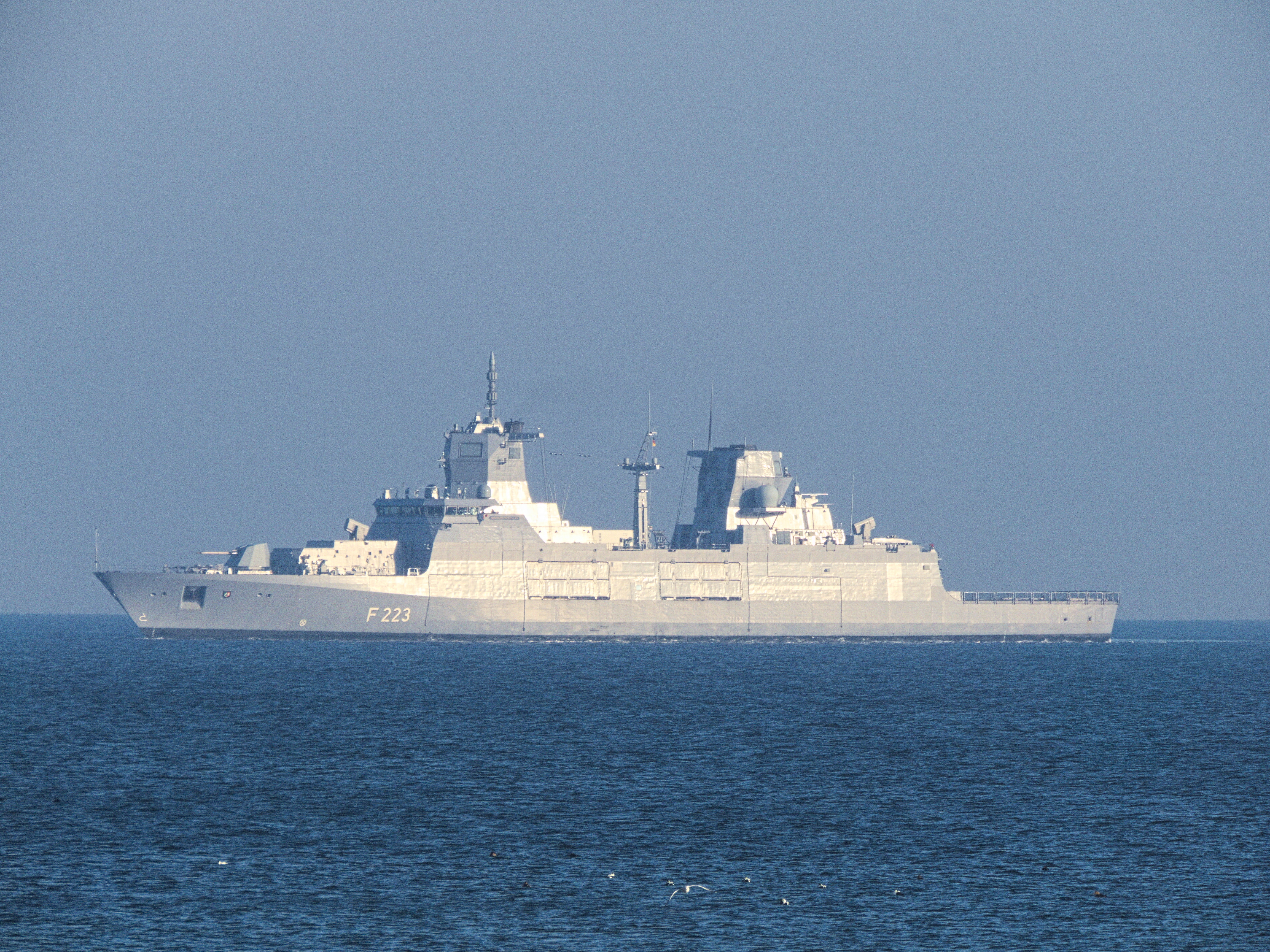
攝於2018年2月13日-1
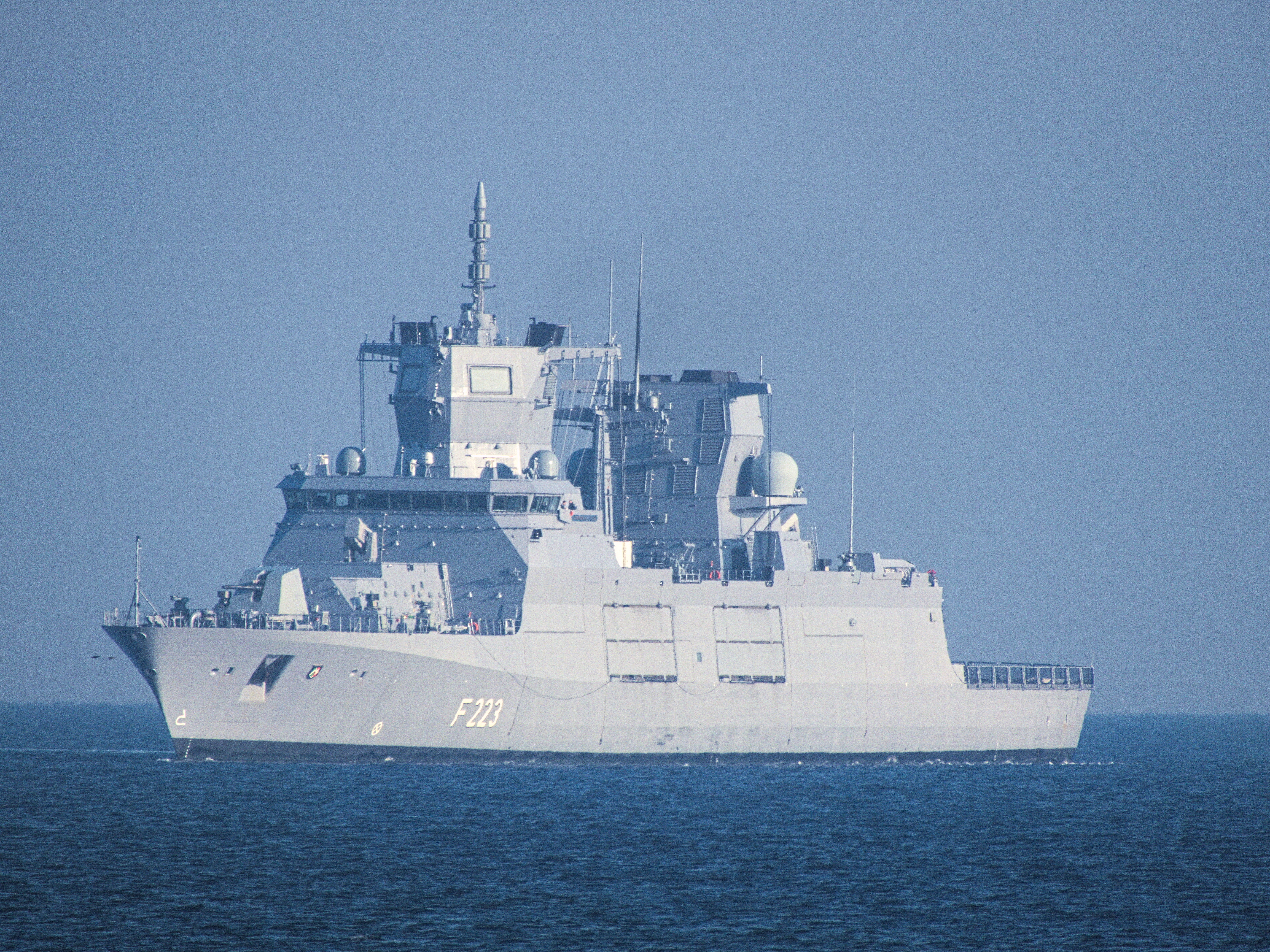
攝於2018年2月13日-2
攝於2018年2月13日-3
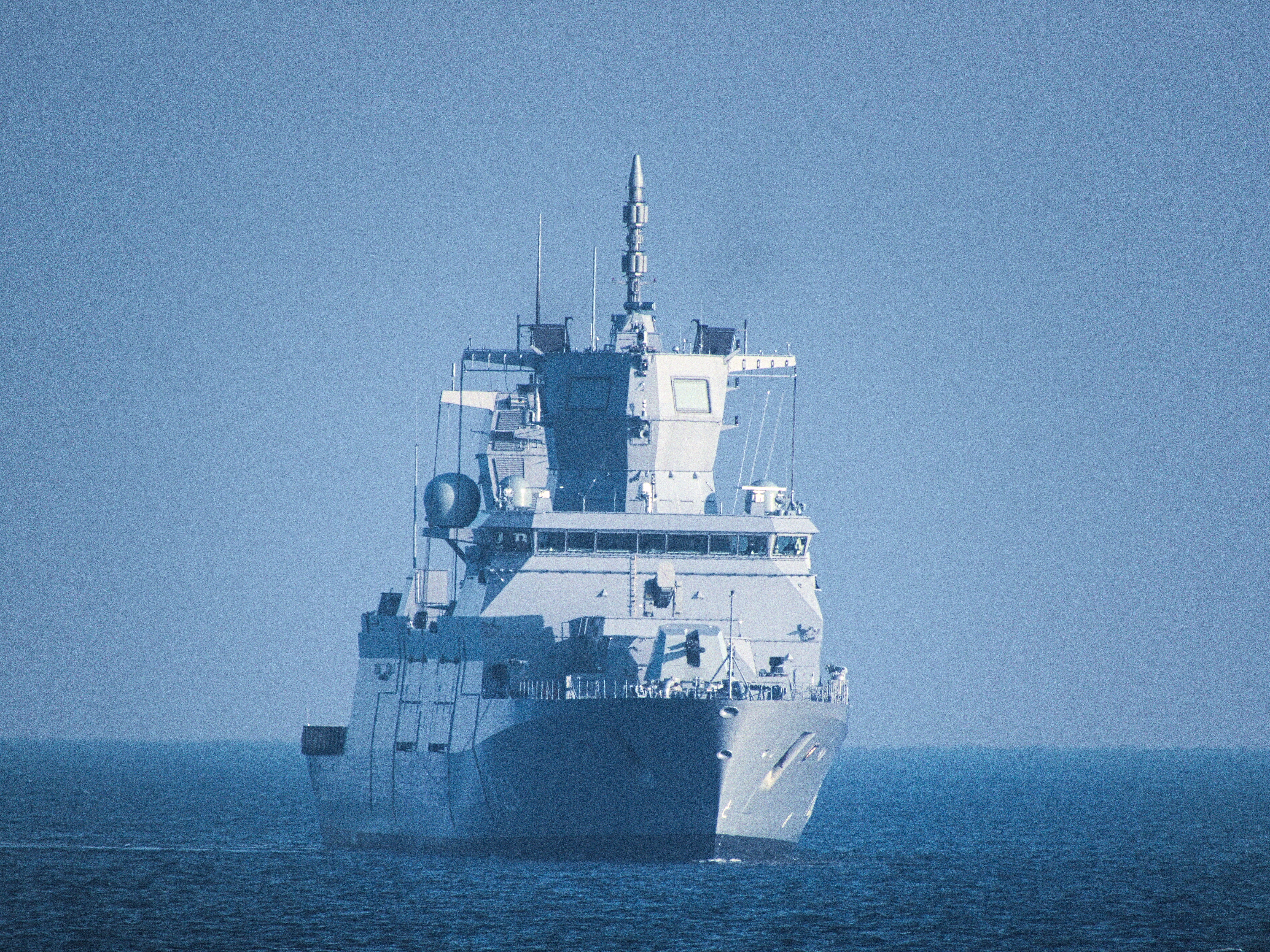
攝於2018年2月13日-4
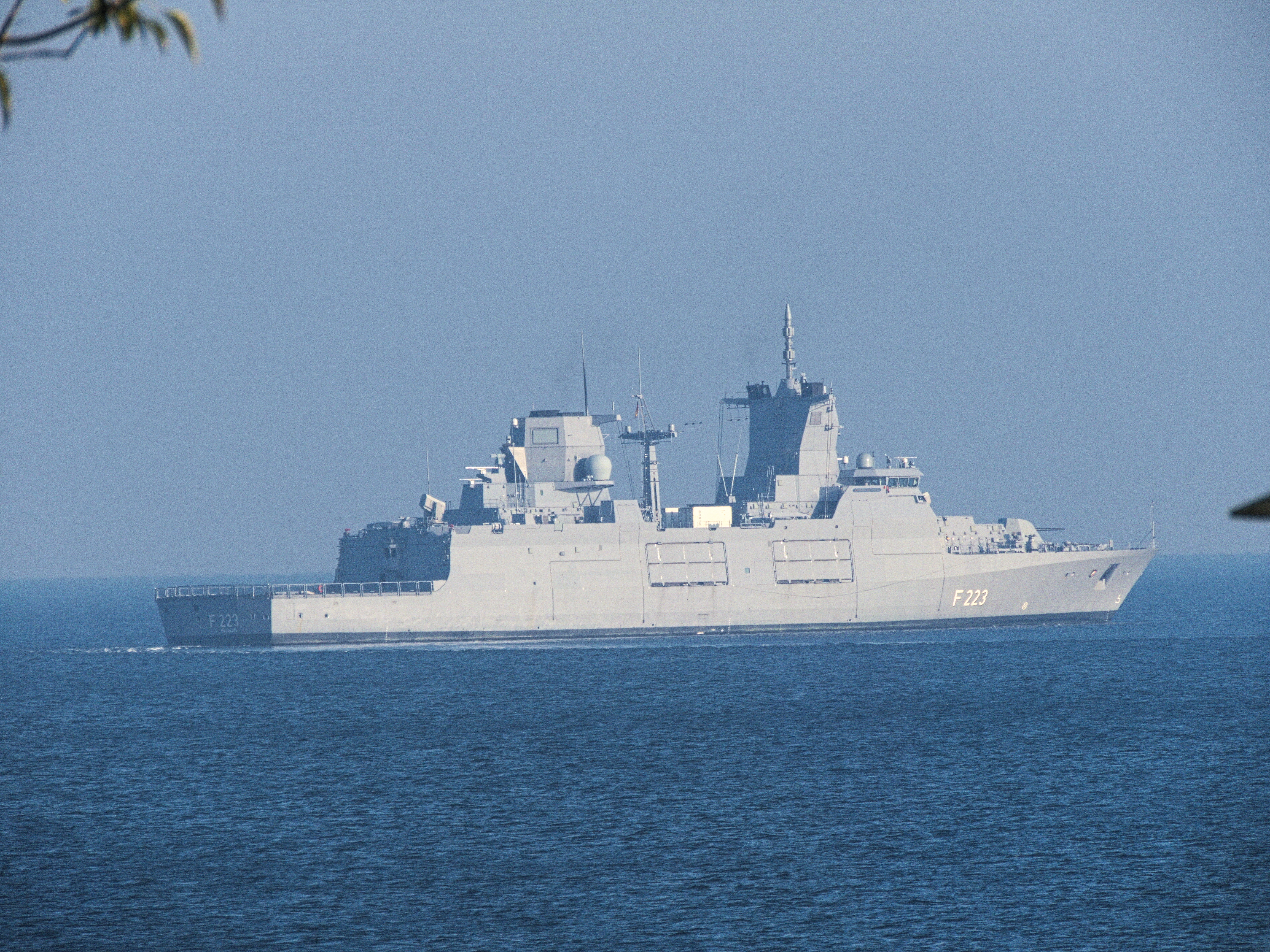
攝於2018年2月13日-5
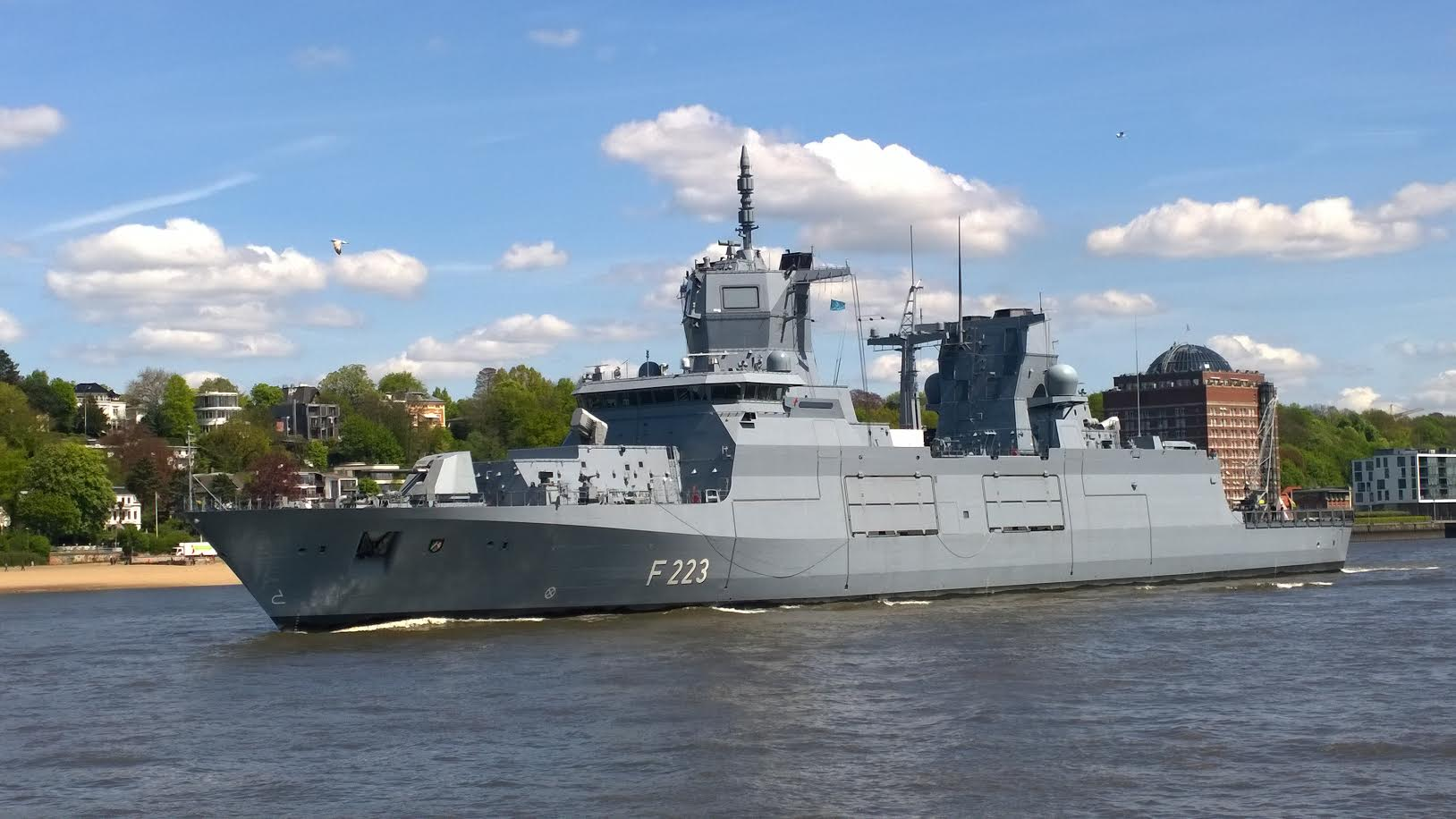
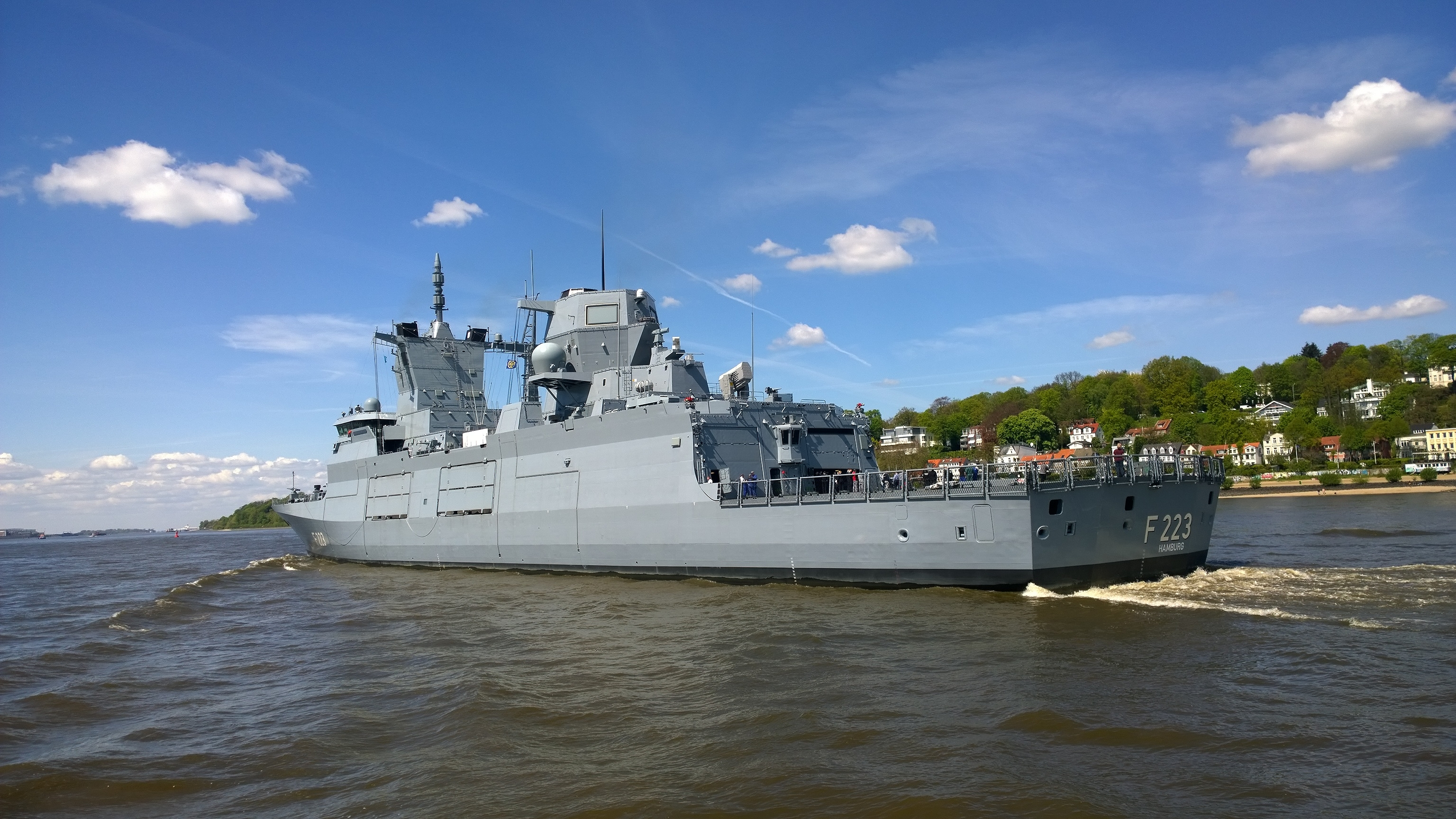

F224
- 攝於漢堡的布洛姆－福斯廠
- 攝於漢堡

F225

### 相關
- 德國軍事
- 德國聯邦國防軍海軍
- 薩克森級巡防艦 德国

### 歐洲新世代巡防艦（噸位、性能等同驅逐艦）
- 伊萬·休特菲爾德級巡防艦 丹麦
- 南森級巡防艦 挪威
- 七省級巡防艦 荷蘭
- 阿爾瓦羅·巴贊級巡防艦 西班牙
- F110型巡防艦 西班牙
- 22350型护卫舰 俄羅斯
- 26型巡防艦 英国
- 31型巡防艦 英国
- 歐洲多用途巡防艦 法國 義大利
- 未來水面作戰艦（英语：Future Surface Combatant (Koninklijke Marine)） 比利时/ 荷蘭

## 资料来源
1. ↑  . 德國聯邦國防軍.   [2020-07-01]. （原始内容存档于2019-12-18）.
2. ↑  .   [2020-07-01]. （原始内容存档于2020-12-05）.
3. ↑  . www.seaforces.org.   [2020-10-14]. （原始内容存档于2020-10-16）.
4. 1 2  .   [2020-07-01]. （原始内容存档于2020-12-05）.
5. ↑  .   [2019-04-12]. （原始内容存档于2020-05-13）.
6. ↑  .   [2020-07-01]. （原始内容存档于2020-10-20）.
7. ↑  https://www.navaltoday.com/2016/07/20/german-navys-first-f125-frigate-reaches-new-home/
8. ↑  . （原始内容存档于2020-11-28）.
9. ↑  . Naval Today. 22 December 2017  [26 December 2017]. （原始内容存档于2017-12-23）.
10. ↑  .   [2020-07-01]. （原始内容存档于2021-01-15）.
11. ↑  . www.seaforces.org.   [2020-10-14]. （原始内容存档于2020-01-31）.
12. ↑  day, MILITARY. . MILITARY SIXTH DAY. 2020-07-08  [2020-10-14]. （原始内容存档于2021-04-17）.
13. ↑   (新闻稿). ThyssenKrupp Marine Systems. 12 December 2013  [18 December 2013]. （原始内容存档于2020-05-13）.
14. ↑  . defence-blog.com. 2019-06-18  [2020-10-14]. （原始内容存档于2020-11-26）.
15. ↑  . MarineForum. 2012-12-20  [2013-02-17]. （原始内容存档于2014-07-27） （德语）.
16. ↑   (新闻稿). ThyssenKrupp Marine Systems. 16 April 2015  [20 April 2015]. （原始内容存档于2020-05-13）.
17. ↑   (新闻稿). Germany Navy. 16 April 2015  [21 April 2015]. （原始内容存档于2016-03-05） （德语）.
18. ↑  Marcel Schaffhausen. . www.marine.de. Bundeswehr. 2014-06-05  [2015-01-30]. （原始内容存档于2016-03-05） （德语）.
19. ↑   (新闻稿). ThyssenKrupp Marine Systems. 4 March 2016  [30 March 2016]. （原始内容存档于2020-05-13）.
20. ↑  Presse- und Informationszentrum Marine. . Bundeswehr. 2015-01-29  [2015-01-29]. （原始内容存档于2016-08-31） （德语）.
21. ↑   (新闻稿). ThyssenKrupp Marine Systems. 24 May 2017  [24 May 2017]. （原始内容存档于2020-05-13）.